# Antigonos I Monophthalmos
Antigonos I Monophthalmos (tiếng Hy Lạp: Ἀντίγονος ὁ Μονόφθαλμος, "Antigonos Độc Nhãn", 382-301 TCN), con trai của Philippos xứ Elimeia, là một quý tộc người Macedonia và là tổng trấn dưới quyền Alexandros Đại đế. Trong suốt thời kì đầu của sự nghiệp của mình, ông phục vụ dưới quyền của Philippos II và là một tên tuổi khá nổi bật trong cuộc chiến tranh Diadochi sau cái chết của Alexandros Đại đế. Năm 306 TCN, ông tự tuyên bố mình là vua và thiết lập Triều đại Antigonos.

## Tiểu sử

### Khởi nghiệp
Antigonos được bổ nhiệm làm người lãnh đạo tối cao tại Phrygia vào năm 333 TCN. Với vai trò lớn như vậy, ông trở nên đáng tin tưởng với vai trò phòng thủ cho phòng tuyến của Alexandros Đại đế và việc tiếp tế lương thực cũng như liên lạc trong suốt những chiến dịch chinh phục nhà Achaemenes của Ba Tư.Sau chiến thắng của Alexandros trong trận Issus, chỉ huy lính đánh thuê người Ba Tư là Memnon của Rodós đã ra lệnh cho một cuộc phản công vào Tiểu Á để chia cắt đường tiếp tế lương thực và liên lạc của Alexandros. Antigonos đã đánh bại lực lượng Ba Tư trong 3 trận đánh khác nhau.
Trong cuộc phân chia các tỉnh sau cái chết của Alexandros Đại đế năm 323 TCN, Antigonos cũng đã nhận được Pamphylia và Lycia từ Perdiccas, nhiếp chính của đế quốc, tại cuộc phân chia ở Babylon. Ông cũng đã chịu sự thù hằn của Chấp chính quan Perdiccas, bằng việc từ chối giúp đỡ Eumenes để có được những tỉnh được phân bố cho ông ta, Paphlagonia và Cappadocia. Leonnatos đã quay trở lại Hy Lạp và để cho Antigonos một mình đối phó với Cappadocia, một công việc ông không thể hoàn thành mà không cần trợ giúp. Perdiccas thấy điều này như là một sự xúc phạm trực tiếp tới thẩm quyền của mình, và đã tự mình tới cùng với quân đội hoàng gia để chinh phục vùng đất mà ông có. Từ đó ông ta đã quay lại phía tây để sỉ nhục Antigonos, người mà đã bỏ trốn tới Hy Lạp cùng với con trai là Demetrios, tại đây ông nhận được đặc ân của Antipatros nhiếp chính của Macedonia (năm 321 TCN) và Crateros. Ngay sau cái chết của Perdiccas, một cuộc phân chia mới của đế quốc đã xảy ra tại Triparadisus. Antigonos đã tự mình tuyên bố quyền chỉ huy cuộc chiến tranh chống lại Eumenes người đã tham gia cùng với Perdiccas chống lại liên minh của Antipatros, Antigonos, Ptolemaios, Crateros và các tướng khác. Eumenes đã bị đánh bại và rút về pháo đài của Nora ở Cappadocia. Một đạo quân khác đến giải vây cho Eumenes cũng đã bị Antigonos đánh tan.
Khi Antipatros mất năm 319 TCN, ông ta đã trao lại quyền nhiếp chính cho Polyperchon, chứ không phải Kassandros con trai ông. Antigonos và các vị vua khác từ chối Polyperchon, vì họ đều theo đuổi tham vọng riêng của mình. Ông đã tham gia vào đàm phán với Eumenes, nhưng Eumenes đã chịu ảnh hưởng của Polyperchon, người đã cho ông ta nhiều thẩm quyền hơn bất cứ ai trong đế quốc. Ngay khi thoát khỏi Nora, ông ta đã xây dựng lại quân đội và hạm đội tại Cilicia và Phoenicia, và cũng sớm thiết lập liên minh với các phó vương của miền đông. Antigonos đã giao chiến với Eumenes trong 2 trận đánh lớn tại Paraitacene trong năm 317 TCN và Gabiene trong năm 316 TCN. Cả hai đều không đi đến kết thúc. Tuy nhiên sau trận đánh thứ 2, Antigonos đã cố gắng để chiếm được hành lý - gia đình và của cải - của đội quân khiên bạc, một lực lượng quan trọng trong quân đội của Eumenes. Nhưng họ đã giao lại Eumenes cho Antigonos khi trao đổi lại gia đình và của cải của họ. Sau một vài lời đề nghị, Antigonos quyết định tốt hơn là Eumenes phải chết và đã hành quyết ông ta.
Cuối cùng, Antigonos đã nắm trọn toàn bộ phần châu Á của đế quốc Alexandros trong bàn tay mình, quyền hành của ông kéo dài từ các tổng trấn ở phía đông tới Syria và Tiểu Á ở phía tây. Ông chiếm đoạt các kho tàng ở Susa và tiến vào Babylon nơi mà Seleukos nắm quyền lãnh đạo. Seleukos bỏ trốn tới Ptolemaios và gia nhập vào liên minh cùng với ông ta, Lysimachos và Kassandros (315 TCN) chống lại Antigonos. Vào năm 314 TCN, Antigonus xâm lược Phoenicia, dưới quyền kiểm soát của Ptolemaios. Ông ta vây hãm Týros trong hơn một năm. Demetrios con trai ông đã bị đánh bại tại trận Gaza bởi Ptolemaios năm 312 TCN. Và sau trận đánh, Seleukos đã tạo ra đường để trở về Babylon. Seleukos quay trở lại Babylon nơi cho phép ông xây dựng cứ địa riêng của mình và ông sớm thiết lập quyền kiểm soát các phó vương phía đông. Cuộc chiến tranh Babylon bắt đầu xảy ra giữa Antigonos và Seleukos. Seleukos đã đánh bại cả Demetrios và Antigonos, bảo vệ được Babylonia.
Sau cuộc chiến tranh đã được tiến hành với một vài thành công cho các thế lực đối lập nhau từ năm 315-311 TCN, hòa bình đã được ký kết, theo đó chính quyền của Tiểu Á và Syria đã được tạm bảo đảm cho Antigonos. Thỏa thuận này đã sớm bị vi phạm với lý do rằng các đội quân đồn trú đã được đặt trong một số những thành phố Hy Lạp tự do bởi Antigonos, và Ptolemaios và Cassander tiến hành một cuộc chiến mới chống lại ông. Demetrios Poliorcetes, con trai của Antigonos, giành được một phần của Hy Lạp từ Cassander. Lúc đầu, Ptolemaios đã thực hiện một số cuộc đột kích thành công vào Tiểu Á và một số hòn đảo của quần đảo, nhưng ông ta cuối cùng đã bị đánh bại bởi Demetrios trong trận thủy chiến Salamis.
Demetrios đã chinh phục đảo Síp trong năm 306 TCN. Sau chiến thắng Antigonus lấy danh hiệu của nhà vua cho mình và ban cho con trai ông, tuyên bố rằng ông bây giờ đã được độc lập từ đế quốc. Các Triều đại khác, Kassandros, Ptolemy, Lysimachos và Seleukos, ngay sau đó. Ông bây giờ chuẩn bị một đội quân lớn và một hạm đội đáng gờm, ông giao quyền chỉ huy cho Demetrios, và vội vàng tấn công Ptolemaios ở lãnh địa của riêng mình. Cuộc xâm lược của ông về Ai Cập, tuy nhiên, đã chứng tỏ một sự thất bại, ông đã không thể xâm nhập hệ thống phòng thủ của Ptolemaios và phải thoái lui, nhưng cũng đã gây thiệt hại lớn cho Ptolemaios. Năm 305 TCN, Demetrios đã cố gắng để xâm chiếm Rhodes, và đã từ chối hỗ trợ cho Antigonos chống lại Ai Cập. Cuộc vây hãm Rhodes đã kéo dài một năm và kết thúc vào năm 304 TCN sau khi Demetrios có cuộc họp với phe kháng chiến, ông ta đã buộc phải kí kết một hiệp ước hòa bình và theo những điều khoản của nó thì người Rhodes sẽ đóng những con tàu cho Antigonos và trợ giúp ông chống lại bất cứ kẻ thù nào ngoại trừ Ptolemaios, người mà họ phong tước hiệu Soter (vị cứu tinh) cho sự giúp đỡ của ông ta trong cuộc bao vây kéo dài.

## Các Triều đại tập hợp chống lại Antigonos

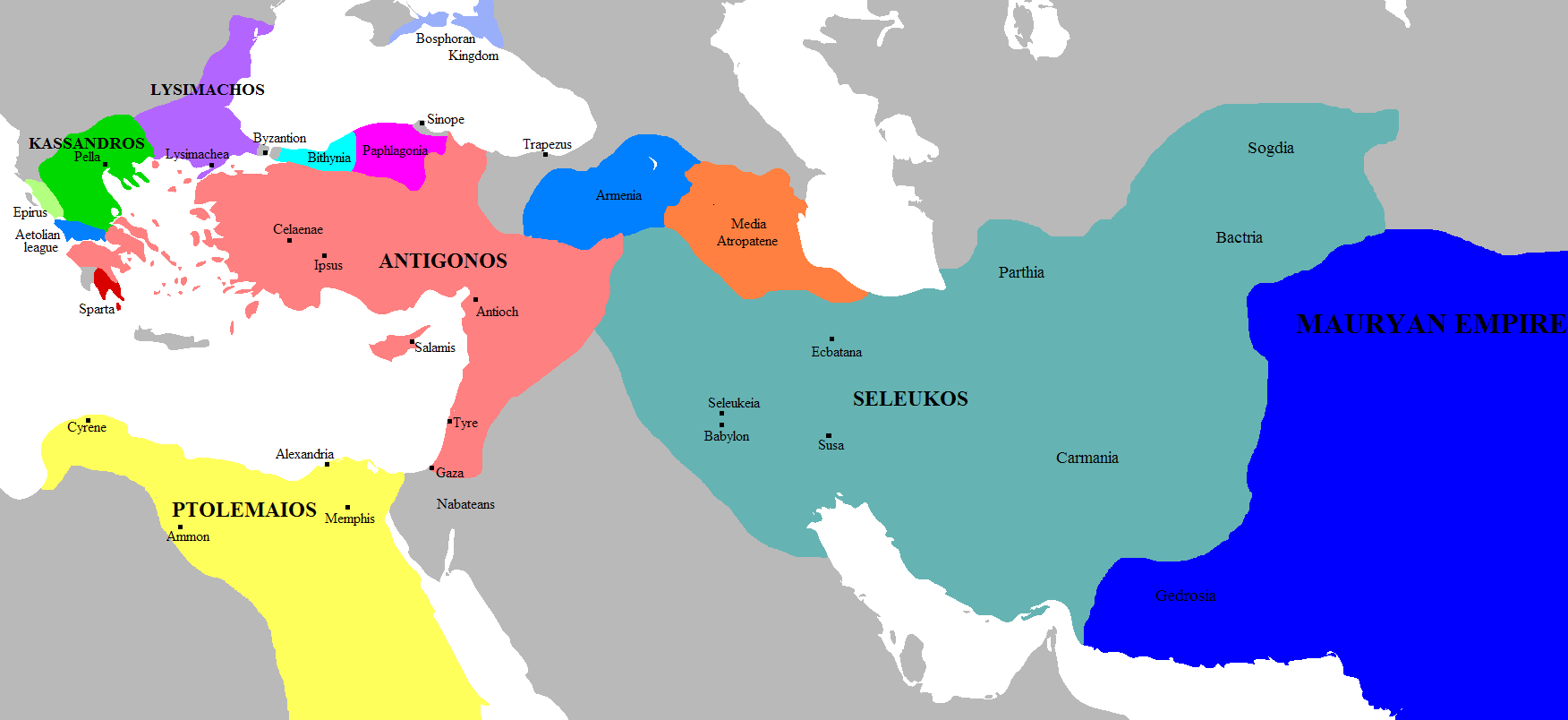
Vương quốc của Antigonos cùng các địch thủ của ông vào năm 303 TCN.

Những tướng lĩnh hùng mạnh nhất của đế quốc, lúc này đã mang danh hiệu vị vua, Kassandros, Seleukos, Ptolemaois và Lysimachus, đáp trả lại những thành công của Antigonos bằng cách liên minh với nhau, thường là thông qua hôn nhân. Antigonos sớm thấy mình có chiến tranh với tất cả bốn, chủ yếu bởi vì lãnh thổ của ông chia sẻ biên giới với mỗi người trong số họ. Một khi ông nhận thấy Kassandros ở một vị trí xấu, có được sự ủng hộ của người Hy Lạp, ông đánh bại ông ta lần này tiếp lần khác, ông yêu cầu từ Cassander giao nộp vô điều kiện xứ Macedonia. Seleukos, Lysimachos và Ptolemaois bằng cách tham gia lực lượng và tấn công ông. Lysimachos xâm chiếm Tiểu Á từ Thrace, vượt qua Hellespont. Ông đã sớm đoạt được hầu hết các thành phố Ionia, và Seleukos theo cách của ông ta tiến quân thông qua Mesopotamia và Cappadocia. Antigonos buộc phải triệu hồi Demetrios từ Hy Lạp, nơi con trai của ông gần đây đã có một cuộc gặp gỡ không đi đến kết quả với Kassandros ở Thessaly, và hai người,cùng quân đội của họ, sau đó tiến quân chống lại Lysimachos.
Tuy nhiên, quân đội của ông và con trai đã bị đánh bại bởi các lực lượng liên minh của Seleukos và Lysimachos trong trận Ipsus quyết định năm 301 BTCN. Antigonus đã chết trong trận chiến sau khi bị trúng phải một phóng lao, vào năm ông 81 tuổi. Trước trận Ipsus, ông chưa bao giờ thua một trận chiến. Với cái chết của ông, bất kỳ kế hoạch triều đình nào của Antigonos có thể tái hợp đế quốc của Alexandeos đã kết thúc. Vương quốc của Antigonos đã bị phân chia giữa những kẻ thắng trận, với hầu hết nằm trong tay của các vương quốc mới dưới quyền Lysimachos và Seleukos.
Trong khi đó, người con trai còn sống sót của Antigonos, Demetrios đã nắm quyền kiểm soát của Macedon năm 294 trước Công nguyên, hậu duệ của Antigonos còn năm giữ ngai vàng, mất và được, cho đến khi nó bị chinh phục bởi Cộng hoà La Mã trong trận Pydna năm 168 TCN.